# Autoportrait (Renoir, 1899)
Pour les articles homonymes, voir Autoportrait (homonymie).
L’Autoportrait est une œuvre peinte par Renoir en 1899. C’est une huile sur toile de 41 cm sur 33 cm. Elle est actuellement exposée à Williamstown dans le Massachusetts, au musée « Sterling and Francine Clark Art Institute ».

## Description
Sur cette peinture, Renoir s’est représenté à l’âge de 58 ans avec un chapeau marron, une chemise et une simple veste. Il porte la barbe et la moustache, son regard est tranquille et serein. Son visage dégage un sentiment de calme et d’apaisement. Il s’est représenté jusqu’au buste ; on ne voit pas entièrement ses épaules.
Auguste Renoir peint toujours en plein air. Sa palette prend donc une pigmentation particulière au lieu, et ses couleurs sont souvent atténuées.